# Eucnide cordata
Eucnide cordata är en brännreveväxtart som först beskrevs av Albert Kellogg, och fick sitt nu gällande namn av Albert Kellogg och Mary Katherine Curran. Eucnide cordata ingår i släktet Eucnide och familjen brännreveväxter. Inga underarter finns listade i Catalogue of Life.